# Olympische Sommerspiele 2020/Teilnehmer (Mikronesien)
| Gelbes Symbol für Goldmedaillen mit stilisierten Olympischen Ringen | Graues Symbol für Silbermedaillen mit stilisierten Olympischen Ringen | Braundes Symbol für Bronzemedaillen mit stilisierten Olympischen Ringen |
| ------------------------------------------------------------------- | --------------------------------------------------------------------- | ----------------------------------------------------------------------- |
| —                                                                   | —                                                                     | —                                                                       |

Mikronesien nahm an den Olympischen Spielen 2020 in Tokio teil. Es war die insgesamt 25. Teilnahme an Olympischen Sommerspielen. Das Federte States of Micronesia National Olympic Committee entsandte drei Athleten in zwei Sportarten.

## Teilnehmer nach Sportarten

### Leichtathletik
Laufen und Gehen 
| Athleten   | Wettbewerb | Vorrunde | Vorrunde | Runde 1       | Runde 1       | Halbfinale    | Halbfinale    | Finale        | Finale        | Rang |
| Athleten   | Wettbewerb | Zeit     | Rang     | Zeit          | Rang          | Zeit          | Rang          | Zeit          | Rang          | Rang |
| ---------- | ---------- | -------- | -------- | ------------- | ------------- | ------------- | ------------- | ------------- | ------------- | ---- |
| Männer     |            |          |          |               |               |               |               |               |               |      |
| Scott Fiti | 100 m      | 11,25 s  | 22       | ausgeschieden | ausgeschieden | ausgeschieden | ausgeschieden | ausgeschieden | ausgeschieden | 74   |

### Schwimmen
| Athleten       | Wettbewerb  | Vorlauf     | Vorlauf | Halbfinale    | Halbfinale    | Finale        | Finale        | Rang |
| Athleten       | Wettbewerb  | Zeit        | Rang    | Zeit          | Rang          | Zeit          | Rang          | Rang |
| -------------- | ----------- | ----------- | ------- | ------------- | ------------- | ------------- | ------------- | ---- |
| Frauen         |             |             |         |               |               |               |               |      |
| Taeyanna Adams | 100 m Brust | 1:25,36 min | 41      | ausgeschieden | ausgeschieden | ausgeschieden | ausgeschieden | 41   |
| Männer         |             |             |         |               |               |               |               |      |
| Tasi Limtiaco  | 200 m Lagen | 2:07,69 min | 45      | ausgeschieden | ausgeschieden | ausgeschieden | ausgeschieden | 45   |